# Битва при Брункеберзі
Битва при Брункеберзі — битва між шведськими селянами і ополченцями з одного буку та данськими лицарями й німецькими найманцями з іншого. Битва була найважливішим епізодом розриву Кальмарської унії та боротьби шведів за незалежність від данців.

## Передісторія
1397 року королівства Данія, Норвегія і Швеція створили Кальмарську унію, на чолі якої постала королева Данії Маргарита. Після її смерті шведи відкололися від унії, обравши власного короля — Карла Кнутссона Бунде. Але після того, як він помер у травні 1470, права на шведський престол пред'явив данський король Кристіан I, який керував цим скандинавським союзом. Однак шведи не погодилися на правління Християна, і лордом-протектором (регентом) Швеції був обраний племінник Карла Кнутссона, Стен Густавссон Стуре.

## Випад данців
В кінці липня 1471 року данська ескадра у складі 76 кораблів з армією попрямувала з гавані Копенгагена до Стокгольму. На шляху до Стокгольму лежав архіпелаг, і кораблям довелося долати мілководдя. Данський флот кинув якір між островами Кепплінгегольм і Варги.
18 серпня данці почали висадку військ на острові Блазіхольмен і приступили до будівництва укріпленого табору. Вони насипали земляні вали, зробили бійниці для гармат. Данці зайняли оборонну позицію, чекаючи того, що Стен Стуре нападе першим.

## Розстановка сил
За місяць до битви шведи уклали перемир'я з данцями, що було необхідно для підготовки армій.

### Данці
Данський король наказав розділити армію на три частини, щоб прикривати важливі стратегічні пункти на полі бою:
- Перша і основна частина армії залишилася в укріпленому таборі;
- Друга частина, що складалася переважно з кінноти, повинна була прикривати армію в разі відступу до кораблів ескадри;
- Третя частина розташувалася навколо монастиря Св. Клари, щоб не допустити возз'єднання армії Стуре з стокгольмським гарнізоном.

Данці недооцінили шведів. За їхніми словами, шведи були «натовпом селян, придатним швидше для маскараду, ніж для війни».

### Шведи
Тим часом, Стен і його кузен, Нільс Стуре, рекрутували в армію селян і ополченців і заручилися підтримкою місцевого лицарства. На бік шведів встали жителі Даларна і Бергслагена, так само налаштовані проти данців. Вся армія возз'єдналася 9 жовтня поблизу Ярви, на північ від Стокгольма.
В ніч з 9 по 10 жовтня військо шведів зайняло позиції на північний захід від обителі Св. Клари. План шведів був такий: армія Стіна атакує данські фланги, а армія Нільса — данський тил. Стін розраховував перемогти завдяки раптовості і чисельній перевазі.

## Битва
Битва почалася о 11:00 і тривала 4 години.
Битва почалася з того, що шведські лучники обстріляли табір данців, на що данці відповіли гарматними залпами. Армія Стіна Стуре розгорнула атаку проти данців, дислокованих у обителі Св. Клари. Атака провалилася, і шведи втратили бойовий дух. Стін перегрупував воїнів.
Тим часом, побоюючись другої атаки на позиції данців поблизу монастиря Святої Клари, армія Христіана контратакувала. Битва тривала дуже довго й поглинула увагу данців. Скориставшись цим, далекарлійці Нільса Стуре підійшли до данського тилу, а гарнізон захисників Стокгольма сів на човни і почав наближатися з протилежного боку. Далекарлійці швидко розправилися з данським прикриттям, а стокгольмське військо, ведене Поссе і Троллом, висадилося на березі, перегрупуватися і атакувало позиції данців поблизу монастиря Святої Клари.
Данці були захоплені зненацька. Однак шведи також зазнавали втрат: загін Кнута Поссе атакував данів в лоб, за що й поплатився. Вмираючого Поссе відвезли назад в Стокгольма. Однак данці були оточені, а їхній король важко поранений. Командувачем став граф Странг Нільсен, але незабаром він загинув.
Данців охопила паніка, і вони почали відступати. Воїни втікали з Кепплінгегольма на материк по хиткому мосту, але він впав, не витримавши ваги. Уцілілі відпливли на кораблях до Копенгагена.

Вступ Стіна Стуре в Стокгольм (картина 1864 р.)